# (533561) 2014 JN80
(533561) 2014 JN80 est un transneptunien faisant partie des cubewanos. Il pourrait mesurer environ 200 km de diamètre.